# Nicasio (California)
Nicasio è un census-designated place (CDP) degli Stati Uniti d'America situato in California, nella contea di Marin. Vi si trova lo Skywalker Ranch.